# Dragonlance: Drageskygger
Dragonlance: Drageskygger (org. titel Dragonlance: Dragons of Autumn Twilight) er en animeret film, der er baseret på den første bog i serien Dragonlance, lavet på bordrollespillet Dungeons & Dragons. Drageskygger er den første historie i serien, som er skrevet af Margaret Weis og Tracy Hickman, assisterede George Strayton med at tegne filmens screenplay. Filmen er instrueret af Will Meugniot og fra filmselskabet Paramount Pictures. Den udkom på dvd 4. oktober 2008

## Handling
Verdenen Krynn er efter 300 års fred nedsunket i mørke, hvor Mørkets Dronning Takhisis og hendes hær af onde drager truer med krig og ødelæggelse. Formår den lille gruppe venner, der består af halvelver Tanis, ridder Sturm, troldmanden Raistlin og hans bror Caramon, dværgen Flint og kenderen Tasslehoff, mon at redde verden, før den går under?

## Stemmer
- Tanis Halv-elver – Michael Rosenbaum
- Raistlin Majere – Kiefer Sutherland
- Goldmoon – Lucy Lawless
- Flint Fireforge/Fewmaster Toede/Hederick – Fred Tatasciore
- Tika Waylan – Michelle Trachtenberg
- Caramon Majere – Rino Romano
- Tasslehoff Burrfoot – Jason Marsden
- Paladine/Fizban – Neil Ross
- Sturm Brightblade – Marc Worden
- Riverwind/Gilthanas/Solenes Forkynder – Phil LaMarr
- Bupu/Brinna – Jentle Phoenix
- Verminaard – David Sobolov
- Laurana – Caroline Gelabert
- Takhisis – Nika Futterman
- Skovherren – Mari Weiss
- Elistan – Ben McCain
- Porthios/Pyros/Erik – Dee Bradley Baker
- Flamestrike – Susan Silo
- Onyx – Juliette Claire

## Eksterne links
- Dragonlance: Drageskygger på Internet Movie Database (engelsk)
- Dragonlance: Drageskygger i Svensk Filmdatabas (svensk)
- Dragonlance: Drageskygger på MovieMeter (nederlandsk)
- Dragonlance: Drageskygger på AllMovie (engelsk)
- Dragonlance: Drageskygger på Turner Classic Movies (engelsk)
- Dragonlance: Drageskygger på The Movie Database (engelsk)
- Dragonlance: Drageskygger på Rotten Tomatoes (engelsk)
- Dragonlance: Drageskygger på Filmaffinity (engelsk)
- Dragonlance: Drageskygger på Netflix (engelsk)
- Dragonlance: Drageskygger hos The Big Cartoon DataBase (engelsk)
- Officiel hjemmeside Arkiveret 7. december 2016 hos  Wayback Machine
- Dragonlance hjemmeside Arkiveret 4. marts 2006 hos  Wayback Machine